# Tmogwi
Tmogwi (gruz. თმოგვი) – wieś w Gruzji, w regionie Samcche-Dżawachetia, w gminie Aspindza. W 2014 roku liczyła 301 mieszkańców.